# Popowo Kościelne (województwo wielkopolskie)
Popowo Kościelne – wieś w Polsce położona w województwie wielkopolskim, w powiecie wągrowieckim, w gminie Mieścisko. 

## Historia
Pierwsza wzmianka o Popowie Kościelnym pochodzi z 1391 roku. W latach 1975–1998 miejscowość położona była w województwie poznańskim. W 1993 zdobyła I miejsce w kategorii wsi, w szczeblu wojewódzkim konkursu "Piękna Wieś".
| SIMC    | Nazwa          | Rodzaj     |
| ------- | -------------- | ---------- |
| 0588980 | Popowo-Huby    | część wsi  |
| 0588996 | Popowo-Kolonia | część wsi  |
| 0589004 | Wymysłowo      | przysiółek |

## Urodzeni w Popowie Kościelnym
- Stanisław Okoniewski – polski duchowny rzymskokatolicki, biskup chełmiński (1926–1944)[7].

## Zabytki
- Drewniany kościół pod wezwaniem Zwiastowania NMP z 1629 roku, postawiony w miejscu wcześniejszego kościoła sprzed 1423 roku. Odbudowany po zniszczeniach w 1730 przez plebana Stanisława Łepkowskiego. W 1863 kościół odnowiono i pokryto łupkiem. Na uwagę zasługuje wyposażenie wnętrza (XVII-XVIII w.) oraz szereg kapliczek (z 1926 r.) z figurami wokół kościoła. W samym kościele zachowały się umieszczone na bocznych ścianach XVII-wieczne portrety trumienne, w tym portret fundatora, Stanisława Zagórskiego z Zagorzyc. Interesującą zagadkę stanowi sprawa herbu rodziny – na kartuszu trumiennym Stanisława występuje herb Grzymała. Jednak w górnej części i w antepedium barokowego ołtarza bocznego znajduje się Ostoja, herb rodziny Zagórskich. Jeden z portretów wiszących na prawej bocznej ścianie pochodzi z XVIII wieku i przedstawia osobę duchowną, najprawdopodobniej Stanisława Łepkowskiego. Kościół wymaga pilnie wsparcia i zabiegów konserwatorsko-renowacyjnych.
- Dwupniowa lipa rosnąca pomiędzy kościołem a plebanią, o obwodzie ok. 460 cm.